# Shangxian (sockenhuvudort i Kina, Jiangxi Sheng, lat 27,36, long 114,96)
Shangxian är en sockenhuvudort i Kina. Den ligger i provinsen Jiangxi, i den sydöstra delen av landet, omkring 170 kilometer sydväst om provinshuvudstaden Nanchang. Antalet invånare är 20 492. Befolkningen består av 9 626 kvinnor och 10 866 män. Barn under 15 år utgör 20,0 %, vuxna 15-64 år 69 %, och äldre över 65 år 9,0 %.
Runt Shangxian är det ganska tätbefolkat, med 166 invånare per kvadratkilometer. Närmaste större samhälle är Wanfu, 9,5 km nordväst om Shangxian. I omgivningarna runt Shangxian växer huvudsakligen savannskog.
Genomsnittlig årsnederbörd är 2 089 millimeter. Den regnigaste månaden är juni, med i genomsnitt 356 mm nederbörd, och den torraste är oktober, med 23 mm nederbörd.